# Chasmina sinuata
Chasmina sinuata är en fjärilsart som beskrevs av Anthony C. Galsworthy 1997. Chasmina sinuata ingår i släktet Chasmina och familjen nattflyn. Inga underarter finns listade i Catalogue of Life.